# 史凱勒·懷特
史凱勒·懷特（Skyler White）是美國電視劇《絕命毒師》中的虛構角色，由安娜·岡恩飾演。史凱勒是主角華特·懷特的妻子。安娜·岡恩因詮釋此角色而獲得了高度評價，並於2013年和2014年兩度獲得黃金時段艾美獎最佳戲劇類劇集女配角獎，共計獲得3次提名。